# Coupe de la Réunion
Die Coupe de la Réunion ist ein nationaler Fußballwettbewerb auf der Insel Réunion. Der Wettbewerb wird von der Ligue Réunionnaise de Football ausgetragen.

## Sieger nach Jahr
| Jahr    | Sieger                  | Ergebnis                | Finalist              |
| ------- | ----------------------- | ----------------------- | --------------------- |
| 1957    | Bourbon Club            | 3:2                     | SS Franco             |
| 1958    | SS Jeanne d’Arc         | 3:0                     | SS Juniors Dionysiens |
| 1959    | JS Saint-Pierroise      | 5:1                     | SS Escadrille         |
| 1960    | SS Jeanne d’Arc         | 2:1                     | JS Saint-Pierroise    |
| 1961    | SS Patriote             | 5:2                     | Bourbon Club          |
| 1962    | JS Saint-Pierroise      | 5:1                     | AS Saint-Louisienne   |
| 1963    | US Bénédictine          | 3:1                     | Stade Saint Paulois   |
| 1964    | AS Saint-Louisienne     | 4:2                     | US Bénédictine        |
| 1965    | keine Austragung        | keine Austragung        | keine Austragung      |
| 1966    | SS Patriote             | 2:1                     | Bourbon Club          |
| 1967    | SS Jeanne d’Arc         | 2:1                     | SS Patriote           |
| 1968    | AS Saint-Louisienne     | 4:3                     | SS Jeanne d’Arc       |
| 1969    | AS Saint-Louisienne     | 5:1                     | US Saint Joseph       |
| 1970    | AS Saint-Louisienne     | 4:0                     | CS Saint-Denis        |
| 1971    | JS Saint-Pierroise      | 1:0                     | SS Patriote           |
| 1972    | US Bénédictine          | 3:1                     | AS Saint-Louisienne   |
| 1973    | SS Patriote             | 2:1                     | JS Saint-Pierroise    |
| 1974    | CS Saint-Denis          | 4:1                     | SS Jeunesse Musulmane |
| 1975    | CS Saint-Denis          | 3:0                     | Olympique Dionysiens  |
| 1976    | SS Patriote             | 2:1                     | CS Saint-Denis        |
| 1977    | CS Saint-Denis          | 3:1                     | JS Saint-Pierroise    |
| 1978    | CS Saint-Denis          | 4:1                     | AS Saint-Louisienne   |
| 1979    | CS Saint-Denis          | 1:0                     | Rivière Sport         |
| 1980    | JS Saint-Pierroise      | 1:0                     | AS Poussins           |
| 1981    | AS Saint-Louisienne     | 2:0                     | FC Saint-Pauloise     |
| 1982    | US Saint-André Léopards | 1:0                     | CS Saint-Denis        |
| 1983    | FC Ouest                | 2:1                     | CS Saint-Denis        |
| 1984    | JS Saint-Pierroise      | 4:1                     | SS Patriote           |
| 1985    | CS Saint-Denis          | 3:1                     | FC Saint-Pauloise     |
| 1986    | CS Saint-Denis          | 1:0                     | FC Saint-Pauloise     |
| 1987    | AS Saint-Louisienne     | 2:1                     | JS Saint-Pierroise    |
| 1988    | CS Saint-Denis          | 3:1                     | SS Gauloise           |
| 1989    | JS Saint-Pierroise      | 2:1                     | CS Saint-Denis        |
| 1990    | SS Patriote             | 4:2                     | JS Saint-Pierroise    |
| 1991    | US Stade Tamponnaise    | 1:0                     | FC Saint-Pauloise     |
| 1992    | JS Saint-Pierroise      | 1:0                     | AS Saint-Louisienne   |
| 1993    | JS Saint-Pierroise      | 3:1                     | US Stade Tamponnaise  |
| 1994    | JS Saint-Pierroise      | 3:0                     | US Saint-Andréenne    |
| 1995    | AS Saint-Louisienne     | 1:0 (n. V.)             | CS Saint-Denis        |
| 1996    | AS Saint-Louisienne     | 4:1                     | US Saint-Andréenne    |
| 1997    | AS Marsouins            | 2:2 (n. V.) 5:4 (n. E.) | JS Saint-Pierroise    |
| 1998    | AS Saint-Louisienne     | 1:0                     | AS Marsouins          |
| 1999    | AS Saint-Louisienne     | 1:1 (n. V.) 3:1 (n. E.) | US Stade Tamponnaise  |
| 2000    | US Stade Tamponnaise    | 1:0                     | AS Excelsior          |
| 2001    | SS Jeanne d’Arc         | 1:0                     | AS Excelsior          |
| 2002    | AS Saint-Louisienne     | 3:2                     | JS Saint-Pierroise    |
| 2003    | US Stade Tamponnaise    | 2:1                     | AS Saint-Louisienne   |
| 2004    | AS Excelsior            | 2:1                     | US Stade Tamponnaise  |
| 2005    | AS Excelsior            | 3:2                     | Saint-Denis FC        |
| 2006    | FC Saint-Pauloise       | 2:0                     | AS Excelsior          |
| 2007    | AS Marsouins            | 2:1                     | US Stade Tamponnaise  |
| 2008    | US Stade Tamponnaise    | 1:0                     | AS Excelsior          |
| 2009    | US Stade Tamponnaise    | 2:0                     | SS Jeanne d’Arc       |
| 2010    | US Sainte-Marienne      | 1:0                     | US Stade Tamponnaise  |
| 2011    | FC Saint-Pauloise       | 1:0 (n. V.)             | AS Saint-Louisienne   |
| 2012    | US Stade Tamponnaise    | 1:0                     | Saint-Denis FC        |
| 2013    | AS Saint-Louisienne     | 2:1                     | JS Saint-Pierroise    |
| 2014    | AS Excelsior            | 4:0                     | FC Saint-Pauloise     |
| 2015    | AS Excelsior            | 2:0                     | JS Saint-Pierroise    |
| 2016/17 | AS Sainte-Suzanne       | 1:1 (n. V.) 5:3 (n. E.) | AS Marsouins          |
| 2018    | JS Saint-Pierroise      | 1:0                     | AS Excelsior          |
| 2019    | JS Saint-Pierroise      | 1:0                     | SS Jeanne d’Arc       |
| 2020    | keine Austragung        | keine Austragung        | keine Austragung      |
| 2021    | AS Saint-Louisienne     | 6:3                     | JS Sainte-Annoise     |
| 2022    | JS Saint-Pierroise      | 2:1                     | Trois Bassins FC      |
| 2023    | JS Saint-Pierroise      | 2:1                     | FC Saint-Pauloise     |
| 2024    | AS Excelsior            | 0:0 (n. V.) 5:4 (n. E.) | La Tamponnaise        |